# قرار مجلس الأمن التابع للأمم المتحدة رقم 1435
قرار مجلس الأمن التابع للأمم المتحدة رقم 1435، الذي اعتمد في 24 سبتمبر 2002، بعد الإشارة إلى القرارات 242 (1967)، 338 (1973)، 1397 (2002)، 1402 (2002) و‌1403 (2002)، طالب المجلس بإنهاء التدابير الإسرائيلية في رام الله، بما في ذلك تدمير البنية التحتية الفلسطينية.
وكرر مجلس الأمن الإعراب عن قلقه إزاء الأحداث التي وقعت في المنطقة منذ سبتمبر 2000 وتدهورها، ولا سيما الهجمات الإرهابية ضد المدنيين في إسرائيل وفي مدرسة فلسطينية في الخليل. وطالبت بإنهاء احتلال مقر رئيس السلطة الفلسطينية ياسر عرفات. وعلاوة على ذلك، كان هناك جزع إزاء إعادة احتلال المدن الفلسطينية والقيود المفروضة على حرية تنقل الأشخاص والسلع وضرورة احترام الجميع لاتفاقية جنيف الرابعة لعام 1949.
وأعاد القرار تأكيد الحاجة إلى الوقف الكامل لجميع أعمال العنف، وطالب بأن تنهي إسرائيل التدابير في رام الله وما حولها وأن تسحب قوات الاحتلال من المدن الفلسطينية إلى المواقع التي كانت تتمركز فيها قبل سبتمبر 2000. ودعيت السلطة الفلسطينية إلى كفالة تقديم المسؤولين عن الأعمال الإرهابية إلى العدالة. وأعرب عن تاييده أيضًا للجهود الدبلوماسية التي بذلتها الرباعية المعنية بالشرق الأوسط وغيرها في المنطقة واعترف بالمبادرة التي اعتمدت في مؤتمر قمة جامعة الدول العربية في بيروت الذي جاء فيه أن السلام بين إسرائيل والفلسطينيين يمكن تحقيقه من خلال التخلي عن حق اللاجئين الفلسطينيين في العودة مقابل إقامة دولة فلسطينية في حدود عام 1967 واقتسام القدس.
اعتمد القرار 1435 بأغلبية 14 صوتًا مقابل لا شيء و‌امتناع عضو واحد عن التصويت من الولايات المتحدة. وقال المندوبان الأمريكيان جون نيغروبونتي وجيمس كانينغهام أن البلاد لن تؤيد «قرارًا أحادي الجانب» الذي لم يدين صراحة الإرهابيين أو الذين قدموا لهم ملاذًا آمنًا.

## وصلات خارجية
- Summary of the 4614th Meeting (AM, PM & Night). Security Council, 23/24 September 2002 (Press Release, doc.nr.SC/7509)
- نص القرار على UNISPAL
- نص القرار على UNHCR.org